# 2982 Muriel
2982 Muriel eller 1981 JA3 är en asteroid i huvudbältet som upptäcktes den 6 maj 1981 av den amerikanska astronomen Carolyn S. Shoemaker vid Palomar-observatoriet. Den är uppkallad efter upptäckarens svärmor, Muriel May Scott Shoemaker.
Asteroiden har en diameter på ungefär 15 kilometer och den tillhör asteroidgruppen Eos.